# 萊頓維爾
萊頓維爾是位於美國加利福尼亞州門多西諾縣的一個人口普查指定地區。

## 地理
該地的座標為39°41′18″N 123°28′58″W / 39.68833°N 123.48278°W，而該地最高點為海拔高度509米（即1670英尺）。

## 人口
根據2010年美國人口普查的數據，該地的總面積為14.072平方千米，當中陸地面積為13.900平方千米，而水域面積為0.172平方千米。當地共有人口1227人，而人口密度為每平方千米87人。